# Kazuto Kitahara
Kazuto Kitahara (Japans: 喜多原和人, Kitahara Kazuto) (Tokio, 1952) is een Japanse componist, muziekpedagoog, dirigent en trombonist.

## Levensloop
Kitahara begon op zesjarige leeftijd met vioolles. Toen hij 16 jaar was wisselde hij het instrument en speelt sindsdien trombone. Hij studeerde aan de Tokyo University of the Arts (東京藝術大学 Tōkyō Geijutsu Daigaku), echter heette deze universiteit toen nog de Tokyo National University of Fine Arts and Music. Verder studeerde hij aan het Shobi Conservatorium in Tokio. Na het behalen van zijn diploma's werd hij in 1975 trombonist bij het Japan Philharmonic Orchestra. Als trombonist verzorgde hij zowel solo optredens als medewerking in kamermuziekensembles en bigbands (Kenichi Tsunoda Big Band). 
Hij is als dirigent verbonden bij verschillende orkesten (Edogawa Philharmonic Orchestra) en harmonieorkesten.
Daarnaast werkt hij sinds 1987 als docent aan het Shobi Conservatorium in Tokio en hij is eveneens freelance componist. Kitahara is lid van de Musicians' Union of Japan. 